# Itureia

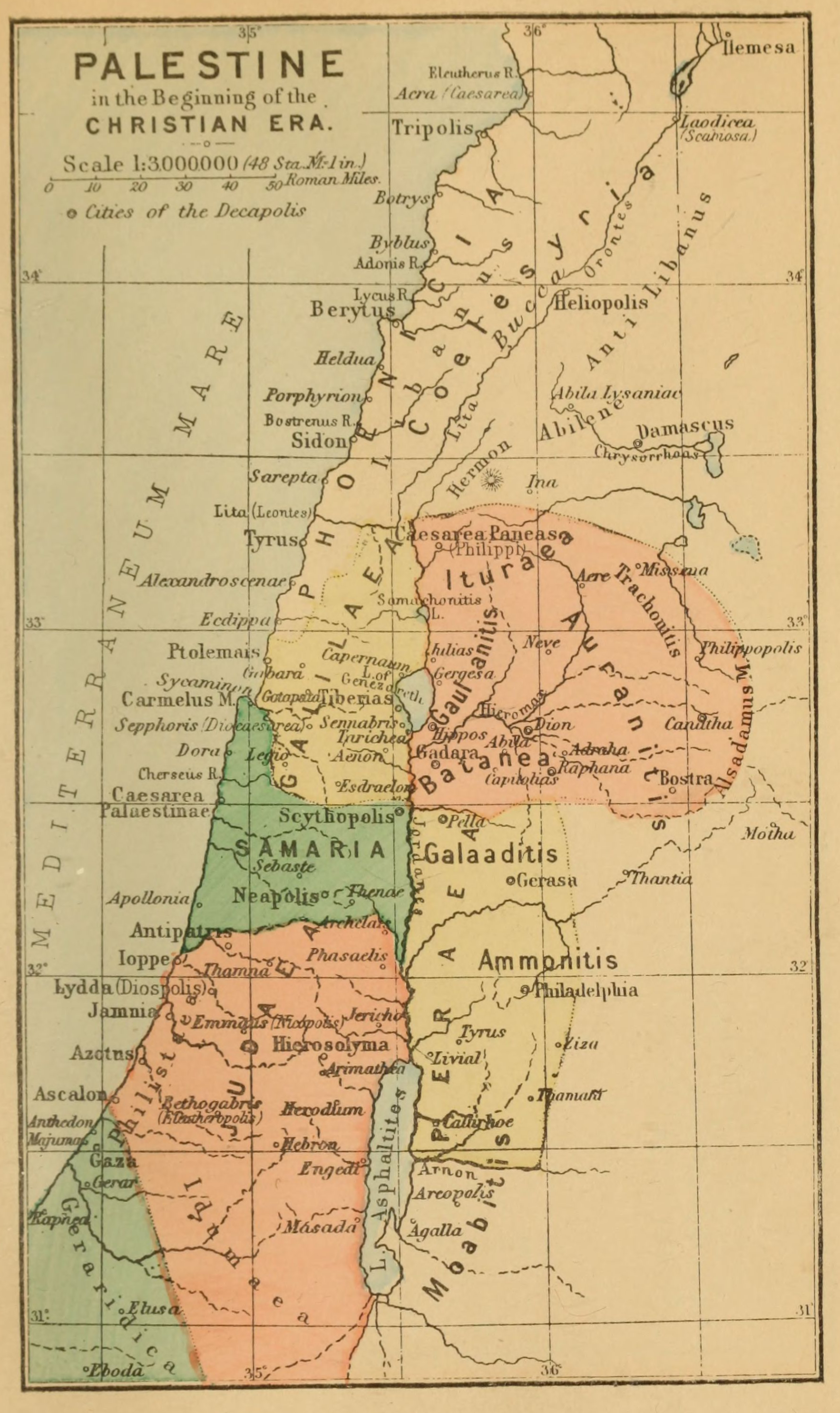
De um livro de 1889, Palestina, de Conder. Mostrando a Tetrarquia da Judeia, Decápolis e lugares.

Itureia (em grego clássico: Ἰτουραία; romaniz.: Itouraía) é o nome grego de uma região na Terra de Israel durante os períodos hasmoneu, herodiano e romano. É uma terra montanhosa. Estendia-se do Monte Líbano através da planície de Mársias até as montanhas do Antilíbano na Síria, com seu centro em Cálcis do Líbano (atual Anjar).
É mencionado apenas uma vez na Bíblia cristã, enquanto que em fontes históricas aparece o nome do povo, os Itureus (em grego: Ἰτουραῖοι ou Ἰτυραῖοι). Estes últimos são mencionados pela primeira vez por Eupôlemo - como uma das tribos conquistadas por Davi - e, posteriormente, por Estrabão, Plínio, o Velho, Josefo e outros, e por eles designados Itureus como um povo ismaelita, talvez sendo descendentes de Jetur, filho de Ismael, que habitavam o leste do Jordão.
Segundo Estrabão, os árabes e itureus que viviam na Itureia eram predadores, e suas fortalezas foram destruídas por Pompeu. Eles apreciados pelos romanos pela sua grande habilidade no tiro com arco. 
O Itureus foram conquistados pelo rei hasmoneu Alexandre Janeu e foram forçadamente convertidos ao Judaísmo. Ptolemeu, filho de Mennaeus, rei de Heliópolis e Cálcis da Celessíria, também dominou este território.